# 원자바오
원자바오(중국어 간체자: 温家宝, 정체자: 溫家寶, 병음: Wēn Jiābǎo, 한자음: 온가보, 1942년 9월 15일 ~ )는 중화인민공화국의 정치인으로 제6대 총리(2003년 ~ 2013년)를 역임했다.

## 생애
중국의 톈진 난카이 학교를 거쳐 1968년 베이징지질학원을 수료한 이후 중앙으로 전출할 때까지, 간쑤성에서 지질 분야와 관계된 여러 관직(1968년 ~ 1979년 간쑤 성 지질국 근무, 1979년 간쑤 성 지질국 부처장, 1981년 간쑤 성 지질국 부국장, 1983년 지질광산부 부부장)를 역임하였으며, 그 사이에, 훗날 중앙의 유력지도자가 된 쑹핑(宋平) 등에게서 재능을 인정받아 1985년 당 중앙판공청 부주임에 발탁되었다.
1985년부터 1992년까지 당의 사무국장이라고 할 수 있는 당 중앙판공청 주임을 맡았다. 그것은 원자바오의 재능을 높이 평가하였던 덩샤오핑의 지시였다. 그 이후로 1997년 중앙 정치국위원 중앙서기처서기, 1998년 중앙정치국위원 중앙서기처서기 국무원부총리 등 요직을 거쳐, 농업, 빈곤대책과 금융의 분야에서의 실무능력이 높게 평가되어 2003년 중앙정치국상무위원 국무원총리 당조서기를 지냈다.

## 초기 경력
톈진에서 태어나 난카이 학교를 거쳐 베이징지질학원에 입학하여 1968년 구조 지질학에서 졸업 학위를 취득했다. 수학 중에 1965년 중국공산당에 입당하였고 졸업 후에 간쑤성 지질국에서 기술자와 정치적 교사를 지냈다.

## 정치 경력
1982년 원자바오는 중국공산당 중앙위원회 판공청의 부주임으로 임명되었으며 1985년에 주임으로 승진하여 1992년까지 지냈다.
판공청의 주임 임기 동안에 원자바오는 중국 공산당의 여러 지위들을 맡았으나 3명의 공산당 서기장들 - 후야오방, 자오쯔양과 장쩌민의 보좌관을 지냈다. 1989년 톈안먼 사건이 일어나는 동안에 원자바오는 자오쯔양을 동행해서 베이징에 집결한 인민 군중들의 시위를 수습하려고 했다. 원자바오와 자오쯔양은 둘다 데모자들의 시위를 막는 데 힘쓰면서 사진에 찍혔으며, 이로 인해 군중 데모자들을 위한 후원의 행위인 것처럼 사용되기도 했다.
자오쯔양이 구금을 당하고 데모자들이 정부에 의하여 강제적으로 진압되었어도 원자바오는 야오이린과 자오쯔양 등과의 오랜 자신의 교제로부터 오래간 정치적 손해를 벗어날 수 있었다. 1993년 그는 중국공산당 중앙위원회 서기국의 전임 위원이 되었고, 4년 후에 중앙 정치국 위원이 되었다. 1998년에는 중화인민공화국의 4명의 부총리들 중에 하나가 되었다.
원자바오는 농부들에 세금을 감소하는 목표를 둔 프로그램을 내놓는 데 도움을 주면서 인기를 얻었으며, 또한 재정적과 환경적 문제에도 관련되었다.

### 총리 재임
2003년 3월 원자바오는 청렴 개혁 총리 주룽지의 뒤를 이어 중화인민공화국의 새 총리로서 취임하였다. 특히 농업 정책을 결정하는 데 있어서 그는 새로운 시대의 농민들의 어려움을 해소하고 농촌 경제 시장의 활성화를 위하는 데 초점을 맞췄다.
총리로서 원자바오는 중화인민공화국의 은행 시스템을 재구성하고, 지속적으로 국가 소유의 기업들이 더욱 국제적 경쟁력을 얻도록 힘쓰기도 했다.
2008년 5월 총리로서 재선된 이후 중화인민공화국 남서부의 쓰촨성에서 큰 지진이 일어나 수만명의 사람들이 사망하는 사건이 생겼다. 그는 지진이 일어난 후에 구조 노력들을 지도하는 데 있었고, 중국 정부를 위한 국제적 동정심의 표현과 비극 수습의 일선에서 지도적 역량으로서 지냈다.
자신의 두 번째 임기 기간 후반에 원자바오는 중화인민공화국에서 나오는 정치 개혁 요구를 향후의 정치적 과제로 언급하기도 하였으나, 그가 말했던 정치적 개혁은 저우언라이 체제의 향수를 중국 인민들에게 추억하게 하는 것이었고, 그로 인해 그는 적수 보시라이의 도전을 받게 되었다.
2013년 3월 원자바오는 10년 간의 총리직을 완수하며 물러났고, 그의 후임은 보시라이의 대학 후배 리커창이 맡았다.